# ヴェルナンテ
ヴェルナンテ（伊: Vernante）は、イタリア共和国ピエモンテ州クーネオ県にある、人口約1,200人の基礎自治体（コムーネ）。

## 地理

### 位置・広がり
| 隣接するコムーネは以下の通り。 - ボーヴェス - エントラックエ - リモーネ・ピエモンテ - ロアスキア - ロビランテ |

#### 地震分類
イタリアの地震リスク階級 (it) では、3s に分類される
。

## 行政

### 分離集落
ヴェルナンテには、以下の分離集落（フラツィオーネ）がある。
- Ciastellar, Folchi, Palanfré, Renetta